# Tårs (Lolland)
Tårs is een plaats in de Deense regio Zuid-Denemarken, gemeente Lolland. Het valt onder de parochie Sandby.
LangelandsFærgen (De LangelandsVeerboot) bedient de verbinding tussen Spodsbjerg en Tårs met de M/V Frigg Sydfyen, de M/V Odin Sydfyen en de M/F VESBORG.